# Enguerrand de Monstrelet
Enguerrand de Monstrelet (v. 1400 - 20 juillet 1453) est un chroniqueur français.
Il est l'auteur des Chroniques de Monstrelet pour la maison de Luxembourg, qui relate des événements de 1400 à 1444.
En tant que chroniqueur, il se présente (dans le volume premier de sa chronique) comme le successeur de Jean Froissart ; son histoire « commenceant en l'an M.CCC. où finit celle de Jean Froissard, et finissant en l'an M.CCC.LXVII., peu outre le commencement de celle de Messire Philippe de Commiens ».

## Biographie
D’origine noble et picarde, il naît à Montrelet (aujourd'hui Fieffes-Montrelet), dans le Ponthieu, vers 1390. Il habite dans la région d’Abbeville, où les sources parlent d’un écuyer au service de Jean de Luxembourg. Au service de Philippe III de Bourgogne, il assiste à l'entretien du duc de Bourgogne avec Jeanne d'Arc en 1430. 
En 1436, à Cambrai, il est chargé de collecter la « gavenne », un impôt local, au profit du comte de Flandre qui est protecteur de l'évêché. Il devient ensuite prévôt de Cambrai (en 1444), puis bailli de Walincourt l'année suivante. 
Selon un autre chroniqueur, Mathieu d'Escouchy, il cesse d'écrire en 1444 mais, suivant une coutume qui n'était pas rare à l'époque, une suite (maladroite, constituée de différentes chroniques et s'étendant jusqu'à l'année 1516) fut ajoutée à son œuvre. 
Monstrelet mourut à Cambrai le 20 juillet 1453. Ses restes, retrouvés en 1959 dans la chapelle des Récollets de Cambrai, furent réinhumés en 1962 près du portail.

## Œuvres

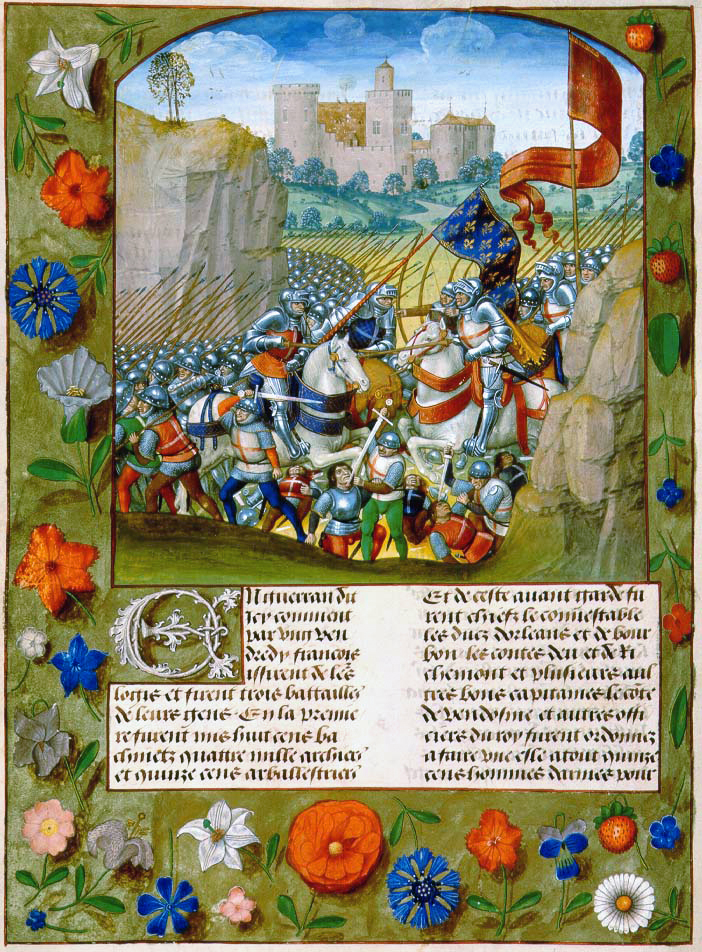
Bataille d'Azincourt de Enguerrand de Monstrelet, Chronique de France.

Monstrelet n'est pas réputé pour son style littéraire. Et même s'il proclame sa neutralité, sa partialité en faveur des ducs de Bourgogne apparaît clairement. Il est néanmoins une source utile pour l'histoire du Moyen Âge, ses chroniques étant précieuses par l'authenticité probable des documents qu'elles contiennent et des propos qu'elles rapportent.
- Les Chroniques de Monstrelet[4] s’attachent aux ducs de Bourgogne, un des deux partis en lutte pour le pouvoir dans le royaume de France de l’époque. Son récit est marqué par la guerre de Cent Ans, qu'il a vue se dérouler.
- Les grandes croniques des roys de France Loys XI... et Charles VIII, des papes regnans en leur temps, et plusieurs autres nouvelles choses advenues en Lombardie, es Ytalles et autres divers pays ès temps du règne desdits roys, co-écrit avec Pierre Desrey de Troyes.

Éditions
- par Vérard, sans date.
- par Jean Petit et Michel Noir de 1512 et 1518.
- Enguerrand de Monstrelet, Chronique, éd. Louis Douët d'Arcq, Paris, Renouard, 1857-1862 (6 tomes) ; réimpr. New York, 1966.
- The Chronicles of Enguerrand de Monstrelet, de Enguerrand de Monstrelet, Thomas Johnes [lire en ligne]